# Pandanus longicuspidatus
Pandanus longicuspidatus là một loài thực vật có hoa trong họ Dứa dại. Loài này được Pic.Serm. miêu tả khoa học đầu tiên năm 1951.